# 대구광역시여성회관
대구광역시 여성회관(大邱廣域市 女性會館)은 대구광역시에 거주하는 여성의 자질향상과 잠재능력 개발로 사회참여를 촉진하고, 저소득층 여성의 경제적 자립기반 조성과 복지증진을 위하여 대구광역시청 산하에 설치된 사업소이다.
여성회관장은 지방서기관으로 보한다.

## 연혁
- 1989. 08. 30: 여성회관 설치조례 제정
- 1989. 12. 13: 여성회관 개관
- 1993. 08. 10: 태평상담실 설치
- 2009. 03. 13: 태평상담실 운영 → 본관으로 기능이전
- 2009. 04. 01: 새로일하기센터 개소
- 2010. 12. 16: 창업보육센터 개소
- 2012. 11. 16: 해밀센터(舊,태평상담실) 개소

## 조직
관장
- 관리팀
- 교육팀
- 상담실